# José Ángel Lamas
Pour les articles homonymes, voir José Ángel Lamas (municipalité) et Lamas.
José Ángel Lamas est un compositeur vénézuélien, né à Caracas le 2 août 1775 et mort dans la même ville le 10 décembre 1814.

## Biographie
Lamas a consacré sa vie à la musique et est resté loin de la politique et des activités séparatistes. En tant que membre du groupe de compositeurs de l'École de Chacao, il joue du hautbois et du basson aigu en 1789 avec l'orchestre de la cathédrale. De 1786 jusqu'à sa mort en décembre 1814, Lamas est maître bassoniste. Il meurt le 10 décembre 1814 à l'âge de 39 ans. Il est enterré dans l'église de Saint-Paul à Caracas qui a été détruite puis remplacée par le Teatro Municipal de Caracas dû à Antonio Guzmán Blanco.

## Œuvres
Lamas est connu pour la pièce Popules Meus composée en 1801 et créée à la cathédrale de Caracas ainsi que pour diverses pièces comme En premio a tus virtudes, Sepulto domino, Ave Maris Stella, Benedicta et venerabilis et une messe en ré.

## Honneurs
Une municipalité de l'État d'Aragua au Venezuela porte son nom, la municipalité José Ángel Lamas.

## Sources
- (es) Cet article est partiellement ou en totalité issu de l’article de Wikipédia en espagnol intitulé « José Ángel Lamas » (voir la liste des auteurs).